# Delias takashii
Delias takashii is een vlindersoort uit de familie van de Pieridae (witjes), onderfamilie Pierinae.
Delias takashii werd in 1999 beschreven door Sakuma.